# 1461 طرابزون
1461 طرابزون (بالتركية: 1461 Trabzon)‏ هو نادي كرة قدم تركي محترف يقع في مدينة طرابزون. تأسس النادي عام 1998، وقام بتغيير اسمه إلى طرابزون كارادينيزسبور في عام 2008. ألوان النادي هي المارون والأزرق والأبيض.